# سیارک ۹۵۳

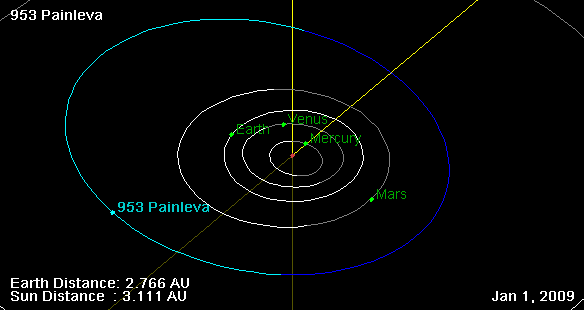
نمایی از محل قرارگیری سیارک ۹۵۳ در مدار – ۲۰۰۹

سیارک ۹۵۳ (به انگلیسی: 953 Painleva، نامگذاری:1921JT) نهصد و پنجاه و سومین سیارک کشف شده‌است که در ۲۹ آوریل ۱۹۲۱ و در الجزیره کشف شد.
قدر مطلق سیارک برابر ۱۰٫۳۰ است.